# 가바야마 스케노리
가바야마 스케노리(일본어: 樺山 資紀, 1837년 12월 9일 ~ 1922년 2월 8일)는 메이지 유신, 청일 전쟁 등에서 활약한 일본 제국의 군인이다. 육군과 해군 모두에서 활약하였으며, 일본 제국의 초대 대만총독을 역임하였다. 가바야마 모토노리라는 이름으로 불리기도 한다.

## 초기 이력
지금의 가고시마현인 사쓰마 번의 사무라이의 아들로 태어났다. 그는 영국-사쓰마 전쟁에 참전하였고, 타도 막부를 위한 보신 전쟁에 참전하였다.
1871년 새롭게 창건된 일본제국 육군에 소좌의 계급으로 참여하였다. 사츠마 번이 중앙정부에 반란하여 세이난 전쟁이 발발하자, 그는 그의 동향인인 사이고 다카모리(西鄕隆盛)의 군대로부터 구마모토 성을 방어하였다. 이후 차례로 승진하여 소장까지 올랐고, 도쿄 경시총감이 되어 경찰행정을 책임지게 되었다.

## 해군으로 전속
1883년 가바야마는 해군으로 전속하여 해군 소장이 되었고, 해군 대보(大輔, 수석 차관보)에 임명되었다. 그리고 자작의 작위를 받아 귀족이 되었다. 다음 해에 그는 해군 중장으로 승진하였다.
1886년 가바야마는 해군 차관이 되어 미국과 유럽을 방문하였다. 그리고 제1차 야마가타 아리토모(山縣有朋) 내각과 마쓰카타 마사요시(松方正義) 내각에서는 해군 대신을 역임하였다. 제2차 제국의회에서 사쓰마 번과 조슈 번 파벌이 장악한 해군이 개혁되지 않으면 예산안을 승인할 수 없다고 부결시키자, 그는 국가안보를 내세우며 대의민주제와 군대에 대한 문민 통제를 강하게 비난하는 연설을 하여 한바탕 소동을 일으켰다.

## 청일전쟁과 타이완 총독
이후 예편하였다가, 청일 전쟁이 발발하기 직전 해군 군령부장이 되었고, 대장으로 승진하여, 가바야마는 현장에서 압록강 전투와 웨이하이 전투를 진두지휘하였다. 그는 물불을 가리지 않는 맹장 타입으로, 압록강 전투에서 여객선을 개조하여 빈약한 무장의 자신의 기함 사이쿄를 청나라 기함에 돌격시키는 저돌성을 보이기도 하였다.
이후 타이완을 공략하여 점령했고, 전쟁이 끝난 후 타이완이 일본령이 되자 총독에 임명되었다. 이때 공적으로 백작으로 승진하였다.
그러나 1895년 말부터 1896년 초까지 타이완인들의 일본의 통치에 대한 반란이 거세져 그는 본국에 증원병력을 요청하였고, 이때 2,800여 명의 타이완인들이 학살되었다. 그는 직후에 총독에서 물러나 가쓰라 다로(桂太郎)로 교체되었다.

## 이후
1886년 6월 일본으로 돌아와 추밀원과 내무대신, 문부대신을 각각 역임하고, 1910년 은퇴하였다. 그의 묘지는 도쿄의 스가모에 있다.

## 가계
- 아들: 가바야마 아이스케
  - 손녀: 시라스 마사코

- 형: 하시구치 겐조

## 같이 보기
- 대만총독부
- 데라우치 마사타케

| 전임 사이고 주도 | 일본 제국 해군대신 1890년 5월 ~ 1892년 8월 | 후임 니레 가게노리 |

|  | 제1대 대만총독 1895년 5월 ~ 1896년 6월 | 후임 중장 가쓰라 다로 |